# A STOP! Közlekedj okosan! epizódjainak listája
Ezen az oldalon a STOP! Közlekedj okosan! című rajzfilmsorozat epizódjainak listája szerepel.

## 1. évad (1974)
| 1. | Gyalogos közlekedés – Körültekintés                                   | 1974. május 22.      |
| Kislány az előszobában indulni készül… Csörgőóra… Kutyus és Cicus ébred… majd együtt indulnak a városi forgalomba. Az utcai forgalom veszélyeiről beszélgetnek, elmondják egymásnak, hogyan kell a gyalogosnak védekeznie. |                                                                       |                      |
| 2. | Gyalogos közlekedés – Az úttest nem játszótér                         | 1974. május 28.      |
| Kislány az előszobában öltözködik, Kutyus és Cicus ébredezik, vakációra készülnek... az úttesten: guruló labda, felrajzolt ugró-iskola... veszélyek közepette játszanak a gyerekek; az is gyakorta megesik, télen veszélyes helyen szánkóznak, noha látják a stoptáblát, ami mindenkit óvatosságra int.                                                                                         |                                                                       |                      |
| 3. | Gyalogos közlekedés – Áthaladás az úttesten                           | 1974. június 5.      |
| Cicus nem mer elmenni bevásárolni, mert fél a forgalomtól. Kutyus a helyes közlekedésre tanítja, először a kijelölt gyalogátkelőhelyen, a zebrán való átkeléssel ismerteti meg Cicust, majd elmagyarázza a forgalmas úttesten való átkelés szabályait. |                                                                       |                      |
| 4. | Gyalogos közlekedés – Áthaladás az egyirányú úton                     | 1974. június 9.      |
| Kutyus ezúttal az egyirányú forgalmat jelző és a behajtani tilos tábla jelentését magyarázza el Cicusnak. Az oktatás olyan sikeres, hogy áthaladáskor Kutyus végül teljesen rábízza magát Cicusra. |                                                                       |                      |
| 5. | Gyalogos közlekedés – A hirtelen lelépés veszélyei                    | 1974. június 13.     |
| Kutyus a mozgó jármű elé való hirtelen lelépés veszélyeire hívja fel Cicus figyelmét. |                                                                       |                      |
| 6. | Gyalogos közlekedés – Álló jármű mögül való lelépés veszélyei         | 1974. június 16.     |
| Kutyus az álló jármű mögüli úttestre lépés kettős veszélyére hívja fel a Cicus figyelmét. |                                                                       |                      |
| 7. | Gyalogos közlekedés – Villamos-járdasziget                            | 1974. június 19.     |
| Kutyus azt magyarázza el Cicusnak, hogyan lehet megközelíteni az olyan villamosmegállót, amely az úttest közepén van, kétoldalt járdaszigettel. |                                                                       |                      |
| 8. | Gyalogos közlekedés – Járdasziget nélküli megálló                     | 1974. június 21.     |
| Az előző epizód folytatásaként Kutyus azt tanítja meg Cicusnak, hogyan lehet biztonságosan megközelíteni az olyan villamosmegállókat, amelyek mellett nincs kiépítve a járdasziget. |                                                                       |                      |
| 9. | Utasként közlekedés – Felszállás tömegközlekedési eszközre            | 1974. december 24.   |
| Kutyus megtanítja cicust a tömegközlekedési eszközökön való helyes utazásra. |                                                                       |                      |
| 10. | Utasként közlekedés – Viselkedés a tömegközlekedési eszközön          | 1975. január 12.     |
| Kutyus egy barátságos utazásra hívja Cicust, hogy megtanítsa mire kell vigyáznia, ha autóbuszon, villamoson, vagy trolin utazik. Legfontosabb szabály az óvatosság és az udvariasság. |                                                                       |                      |
| 11. | Utasként közlekedés – A kétkerekű járművön való utazás szabályai      | 1975. január 16.     |
| Cicus és Kutyus kirándulnak. Cicus elfárad,és megpróbál stoppolni. Egyik jármű sem áll meg. Kutyus elmagyrázza a Cicusnak, hogy miért nem álltak meg a járművek, mik a kétkerekű járművön való utazás feltételei. |                                                                       |                      |
| 12. | A kerékpár – Cicus és Kutyus karácsonyi ajándéka                      | 1975. május 8.       |
| Karácsonyi meglepetés: Cicus Kutyustól, Kutyus Cicustól kerékpárt kap ajándékba… |                                                                       |                      |
| 13. | Kerékpáros közlekedés – Jelzőtáblák – 1. rész                         | 1975. augusztus 15.  |
| Hogy Cicus kerékpárra ülhessen, meg kell tanulnia kerékpáros közlekedés szabályait. Kutyus a jelzőtáblák ismertetésével kezdi meg az oktatást. |                                                                       |                      |
| 14. | Kerékpáros közlekedés – Jelzőtáblák – 2. rész                         | 1975. szeptember 21. |
| Kutyus a kerékpáros közlekedésre vonatkozó tilalmi jelzőtáblákat ismerteti meg Cicussal. |                                                                       |                      |
| 15. | Kerékpáros közlekedés – Áthaladási sorrend az útkereszteződésben      | 1975. december 10.   |
| Folytatódik a kerékpáros közlekedés szabályainak oktatása. Kutyus egy szőnyeg segítségével gyakorolja Cicussal a különböző útkereszteződésekre vonatkozó haladási szabályokat. |                                                                       |                      |
| 16. | Kerékpáros közlekedés – Jobbra kanyarodás                             | 1975. december 15.   |
| Kutyus kikérdezi Cicust a kötelező haladási irányt jelző, a bekanyarodást tiltó jelzőtáblák és a menetirány megváltoztatásával, a jobbra kanyarodás tudnivalóiról. |                                                                       |                      |
| 17. | Kerékpáros közlekedés – Balra kanyarodás                              | 1976. február 2.     |
| Kutyus a balra kanyarodás szabályait mondja el Cicusnak. |                                                                       |                      |
| 18. | Kerékpáros közlekedés szabályai – Kerékpározás lakott területen kívül | 1976. február 18.    |
| Cicus biciklivel szeretne eljutni a nagymamához, de találkozik Kutyussal, aki nem engedi. Folytatódik a kerékpáros közlekedés szabályainak oktatása és számonkérése: hogy hány éves kortól mehetünk a forgalomba, melyek a lakott területen kívüli balra kanyarodás szabályai; közben Cicus kitűnően mondja fel a leckét: a menetirány megváltoztatásának és a balra kanyarodásnak a szabályát. |                                                                       |                      |

## 2. évad (1976)
| 19. | Kerékpáros közlekedés – Személy- és Csomagszállítás  | 1976. május 2.   |  |  |  |
|     |                                                      |                  |  |  |  |
| 20. | Kerékpáros közlekedés – Áthaladás a villamos síneken | 1976. május 9.   |  |  |  |
|     |                                                      |                  |  |  |  |
| 21. | Kerékpáros közlekedés – A kerékpár felszerelése      | 1976. május 16.  |  |  |  |
|     |                                                      |                  |  |  |  |
| 22. | Kerékpáros közlekedés – Útburkolati jelek            | 1976. május 16.  |  |  |  |
|     |                                                      |                  |  |  |  |
| 23. | Kerékpáros közlekedés – Fékút, féktávolság           | 1976. május 16.  |  |  |  |
|     |                                                      |                  |  |  |  |
| 24. | Kerékpáros közlekedés – A gyalogosok elsőbbsége      | 1976. május 23.  |  |  |  |
|     |                                                      |                  |  |  |  |
| 25. | Kerékpáros közlekedés – Vasúti átjárók               | 1976. június 6.  |  |  |  |
|     |                                                      |                  |  |  |  |
| 26. | Kerékpáros közlekedés – Útvonal- és útjelző táblák   | 1976. június 13. |  |  |  |
|     |                                                      |                  |  |  |  |
| 27. | Kerékpáros közlekedés – Előzés és kikerülés          | 1976. június 13. |  |  |  |
|     |                                                      |                  |  |  |  |
| 28. | Kerékpáros közlekedés – KRESZ-vizsga                 | 1976. június 20. |  |  |  |
|     |                                                      |                  |  |  |  |
| 29. | ?                                                    | ?                |  |  |  |
| ?   |                                                      |                  |  |  |  |
| 30. | ?                                                    | ?                |  |  |  |
| ?   |                                                      |                  |  |  |  |
| 31. | ?                                                    | ?                |  |  |  |
| ?   |                                                      |                  |  |  |  |
| 32. | ?                                                    | ?                |  |  |  |
| ?   |                                                      |                  |  |  |  |
| 33. | ?                                                    | ?                |  |  |  |
| ?   |                                                      |                  |  |  |  |
| 34. | ?                                                    | ?                |  |  |  |
| ?   |                                                      |                  |  |  |  |